# Thrill of the Chase
Thrill of the Chase es el cuarto álbum de estudio del productor discográfico y DJ noruego Kygo. RCA Records lo lanzó el 11 de noviembre de 2022. El álbum incluye apariciones especiales de James Gillespie, Zoe Wees, Dagny, X Ambassadors, RIPablo, DNCE, Lukas Graham, Gryffin, Calum Scott, Sam Feldt, Emily Warren, Dean Lewis, Plested y Stuart Crichton . La producción estuvo a cargo de Kygo, Gryffin, Feldt y Crichton, junto con Robin Stjernberg, Petey Martin, Cirkut, David Stewart, Andrew Jackson y Duck Blackwell. Como continuación del álbum anterior de Kygo, Golden Hour (2020), Thrill of the Chase combina música pop y dance al igual que sus lanzamientos anteriores.

## Antecedentes
El álbum se lanzó por sorpresa, sin ningún anuncio previo. Sin embargo, Kygo insinuó un nuevo álbum en una entrevista de agosto de 2022 con Audacy. El día antes de su lanzamiento, anunció que habría una sorpresa a medianoche, que sería al día siguiente. En la fecha de su lanzamiento, explicó el proceso de grabación del álbum y compartió sus pensamientos sobre él a través de una declaración para EDM.com:
«Thrill Of The Chase es una colección de canciones en las que trabajé durante los últimos dos años, que comenzó durante el Covid y terminó con sesiones en Los Ángeles. He tenido la oportunidad de tocar o adelantar la música inédita a lo largo del año en los conciertos y la respuesta fue increíble. Algunas de las canciones de Thrill Of The Chase son diferentes a todo lo que he hecho en el pasado y estoy muy emocionado de que todo el mundo escuche finalmente el álbum en su totalidad».

## Sencillos
La promoción del álbum se apoyó en el lanzamiento de ocho sencillos a lo largo de más de un año. La campaña comenzó el 16 de abril de 2021 con el sencillo principal, «Gone Are the Days», que cuenta con la colaboración del cantautor escocés James Gillespie. A este le siguieron otros dos lanzamientos ese mismo año: «Love Me Now», junto a la cantante alemana Zoe Wees, el 13 de agosto, y «Undeniable», con la banda estadounidense X Ambassadors, el 15 de octubre.
La serie de sencillos continuó en 2022, con «Dancing Feet», en colaboración con la banda DNCE, que se lanzó el 25 de febrero. El 6 de mayo le siguió «Freeze», el único sencillo del álbum sin un artista invitado. Durante el verano, Kygo presentó dos colaboraciones consecutivas con el cantautor australiano Dean Lewis: «Never Really Loved Me», lanzada el 1 de julio, y «Lost Without You», apenas una semana después, el 8 de julio.
Finalmente, el octavo y último sencillo, «Woke Up in Love», llegó el 9 de septiembre de 2022 y fue una colaboración con el productor estadounidense Gryffin y el cantautor inglés Calum Scott. Cabe destacar que esta última canción también forma parte del segundo álbum de estudio de Gryffin, Alive.

## Lista de canciones
| Thrill of the Chase |                                                 |                                                                                      |                        |          |  |
| N.º                 | Título                                          | Escritor(es)                                                                         | Productor(es)          | Duración |  |
| 1.                  | «Gone Are the Days» (con James Gillespie)       | Kyrre Gørvell-Dahll James Gillespie                                                  | Kygo                   | 3:16     |  |
| 2.                  | «Love Me Now» (con Zoe Wees)                    | Gørvell-Dahll Zoe Wees Timothy Deal Patrick Pyke Salmy Ricardo Muñoz                 | Kygo                   | 3:15     |  |
| 3.                  | «Lonely Together» (con Dagny)                   | Gørvell-Dahll Dagny Norvoll Sandvik Robin Stjernberg Sandro Cavazza                  | Kygo Stjernberg a      | 2:58     |  |
| 4.                  | «Undeniable» (con X Ambassadors)                | Gørvell-Dahll Sam Harris Ethan Snoreck Jacob Kasher Hindlin Nick Long Patrick Martin | Kygo Petey Martin      | 3:00     |  |
| 5.                  | «Thrill of the Chase» (con R.I.Pablo)           | Gørvell-Dahll [[Cirkut Henry Walter]] Amy Allen Pablo Bowman                         | Kygo Cirkut            | 3:18     |  |
| 6.                  | «Dancing Feet» (con DNCE)                       | Gørvell-Dahll David Stewart Rami Yacoub Jessica Agombar                              | Kygo Stewart           | 3:35     |  |
| 7.                  | «Fever» (con Lukas Graham)                      | Gørvell-Dahll Lukas Forchhammer Joseph Janiak Martin                                 | Kygo Petey Martin a    | 3:12     |  |
| 8.                  | «Woke Up in Love» (con Gryffin y Calum Scott)   | Gørvell-Dahll Dan Griffith Calum Scott Nathan Nicholson Sam Grey Joe Taylor          | Kygo Gryffin           | 3:36     |  |
| 9.                  | «How Many Tears» (con Sam Feldt y Emily Warren) | Gørvell-Dahll Sam Feldt Emily Warren Max Wolfgang                                    | Kygo Sam Feldt         | 2:54     |  |
| 10.                 | «Never Really Loved Me» (with Dean Lewis)       | Gørvell-Dahll Dean Lewis Adeliz Calderon Anita Jobby                                 | Kygo                   | 3:22     |  |
| 11.                 | «The Way We Were» (con Plested)                 | Gørvell-Dahll Philip Plested Andrew Jackson                                          | Kygo Jackson a         | 4:08     |  |
| 12.                 | «Lost Without You» (con Dean Lewis)             | Gørvell-Dahll Lewis Calderon                                                         | Kygo                   | 3:23     |  |
| 13.                 | «All for Love» (con Stuart Crichton)            | Gørvell-Dahll Stuart Crichton Tommy Lee Jones                                        | Kygo Crichton a        | 5:02     |  |
| 14.                 | «Freeze»                                        | Gørvell-Dahll Jackson Duck Blackwell Rory Adams                                      | Kygo Jackson Blackwell | 8:07     |  |

Notas
- a indica un coproductor

## Créditos
| Músicos - Kygo – instrumentos de cuerda (1) - James Gillespie – voz (1) - Sean Lascelles – instrumentos de cuerda (1) - Zoe Wees – voz (2); coros (2) - Dagny – voz (3) - Sam Harris – voz (4) - Casey Harris – teclado (4) - Adam Levin – batería (4) - Joe Jonas – voz (6) - Jack Lawless – batería (6) - JinJoo Lee – guitarra (6) - Lukas Forchhammer – voz (7) - Calum Scott – voz (8) - Emily Warren – voz (9) - Dean Lewis – voz (10, 12) - Stuart Crichton – voz (13) - Andrew Jackson – voz (14) | Personal técnico - Serban Ghenea – mezcla de audio - Randy Merrill – masterización - John Hanes – ingeniería de audio (1–2, 4–6, 8–10, 13, 14) - Andy Hall Hall – producción vocal (1) - Patrick Pyke Salmy – grabación (2) - Ricardo Muñoz – grabación (2) - Bryce Bordone – asistente de ingeniería (2–5, 7–9, 11–13) - Ryan Dulude – grabación (4) - David Stewart – producción vocal (6) - Sean Lascelles – producción adicional de estudio (6) - Lorna Blackwood – producción vocal (8) - Daniel Mirza – producción vocal (9) - Alex Borel – producción vocal (10, 12) - Colin Foote – producción vocal (10, 12) - Patrick Gardner – grabación (12) |

## Posicionamiento en listas musicales

### Semanales
| América        |                                       |    |        |
| Canadá         | Canadian Albums Chart                 | 86 | [ 14 ] |
| Estados Unidos | Billboard Top Dance/Electronic Albums | 4  | [ 15 ] |
| Asia           |                                       |    |        |
| Japón          | Oricon Japanese Digital Albums        | 46 |        |
| Europa         |                                       |    |        |
| España         | PROMUSICAE 100 Álbumes semanal        | 87 | [ 16 ] |
| Lituania       | AGATA Lithuanian Albums               | 59 | [ 17 ] |
| Noruega        | VG-lista                              | 4  | [ 18 ] |
| Suecia         | Sverigetopplistan                     | 27 | [ 19 ] |
| Suiza          | Schweizer Hitparade                   | 32 | [ 20 ] |
| Reino Unido    | OCC UK Album Downloads                | 31 | [ 21 ] |
| Reino Unido    | OCC UK Dance Albums                   | 2  | [ 22 ] |

## Certificaciones discográficas
| País    | Organismo certificador | Certificación | Ventas | Ref. |
| ------- | ---------------------- | ------------- | ------ | ---- |
| Hungría | MAHASZ                 | Oro           | 2 000  |      |